# 풍양중학교 (경기)
풍양중학교(豊壤中學校)는 대한민국 경기도 남양주시 진접읍 금곡리에 있는 공립 중학교이다.

## 학교 연혁
- 2009년 7월 17일 : 풍양중학교 설립 인가
- 2009년 9월 1일 : 강성미 초대 교장 취임 및 개교
- 2010년 2월 12일 : 제1회 졸업식(1명)
- 2024년 1월 8일 : 제15회 졸업식(430명, 누계 3,854명)
- 2024년 3월 1일 : 제6대 정용길 교장 취임
- 2024년 3월 4일 : 제15회 신입생 입학식(13학급)

## 참고 자료
- 풍양중학교 - 한국교육학술정보원 학교알리미